# Junkers Ju 390
De Junkers Ju 390 is een afgeleide variant van de Junkers Ju 290 met een vergrote actieradius. Het toestel was bedoeld als zwaar transportvliegtuig, maritiem patrouillevliegtuig (MPA) en als bommenwerper. Het ontwerp werd geselecteerd voor het afgelaste Amerikabomber-project.

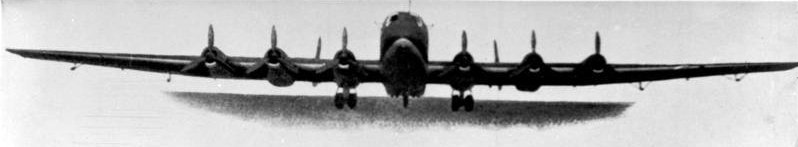
Ju 390 V1, vooraanzicht

Twee prototypen werden gebouwd door het toevoegen van een extra paar vleugelsegmenten in de vleugel van de Ju 290 en het toevoegen van nieuwe secties in de romp van dat toestel (om deze langer te maken). Het resultaat van dit project vloog voor de eerste maal op 20 oktober 1943 en voldeed goed aan de gestelde eisen. Dit resulteerde in een order voor 26 van deze vliegtuigen, die werden aangeduid als Ju 390A-1. Geen enkel toestel was bij het afblazen van het project halverwege 1944 gebouwd. Samen met dit project stierf ook de productie van de Ju 290 een stille dood. De MPA en de bommenwerper zouden worden aangeduid als respectievelijk de Ju 390B en Ju 390C.